# Ayala/Aiara
Ayala (castelhano) ou Aiara (basco), oficialmente chamada Ayala/Aiara, é um município da Espanha na província de Álava, comunidade autónoma do País Basco, de área 140,85 km² com população de 2635 habitantes (2007) e densidade populacional de 18,71 hab./km².

## Demografia
| Variação demográfica do município entre 1991 e 2004 | Variação demográfica do município entre 1991 e 2004 | Variação demográfica do município entre 1991 e 2004 | Variação demográfica do município entre 1991 e 2004 |
| --------------------------------------------------- | --------------------------------------------------- | --------------------------------------------------- | --------------------------------------------------- |
| 1991                                                | 1996                                                | 2001                                                | 2004                                                |
| 2065                                                | 2008                                                | 2117                                                | 2415                                                |